# Haute-Kotto
Haute-Kotto is een van de veertien prefecturen van de Centraal-Afrikaanse Republiek. Het heeft een oppervlakte van 86.650 km² en heeft 90.316 inwoners (2003). De hoofdstad is Bria.
Bamingui-Bangoran · Basse-Kotto · Haute-Kotto · Haut-Mbomou · Kémo · Lobaye · Mambéré-Kadéï · Mbomou · Nana-Mambéré · Ombella-M'Poko · Ouaka · Ouham · Ouham-Pendé · Vakaga